# Kouraï (village)
Kouraï (en altaï méridional : Курай, en russe : Кура́й) est un village du raïon de Koch-Agatch dans la république de l'Altaï en Russie. Il fait partie avec le village voisin de Kyzyl-Tach de l'établissement rural de Kouraï. Sa population s'élevait à 512 habitants au recensement de 2021.

## Géographie
Le village de Kouraï  se situe dans la république de l'Altaï, une république de Sibérie méridionale, en Russie. Il fait partie du district fédéral sibérien, et le village se trouve à 240 km au sud-est de Gorno-Altaïsk, la capitale de la république et à 530 km au sud-est de Novossibirsk, la capitale du district. Le village fait partie du raïon de Koch-Agatch, le plus méridional des raïons de la république, qui compte 16, localités avec Koch-Agatch comme centre administratif, à 57 km au sud-est. Le village se trouve avec le village voisin de Kyzyl-Tach dans l'établissement rural de Kouraï.
Kouraï, comme toute la république de l'Altaï, est située dans le fuseau horaire MSK+4 (heure de Krasnoïarsk). Le décalage horaire appliqué par rapport au temps universel coordonné est +07:00.
Le village et celui voisin de Kyzyl-Tach sont les deux seuls villages de la steppe de Kouraï.

## Histoire
D'après liste des lieux peuplés du territoire sibérien de 1928, le village a été fondé en 1901.
Jusqu'en 1907, Kouraï était le centre administratif du deuxième volost de la Tchouïa.

## Démographie
Recensements (*) et estimations de la population,,:
| 2002* | 2010* | 2012 | 2013 |
| ----- | ----- | ---- | ---- |
| 525   | 514   | 504  | 507  |

| 2014 | 2015 | 2016 | 2021* |
| ---- | ---- | ---- | ----- |
| 489  | 456  | 427  | 512   |

En 2002, sur les 525 habitants, il y avait 74 % d'Altaïens.

## Galerie

Kouraï (sélection) :
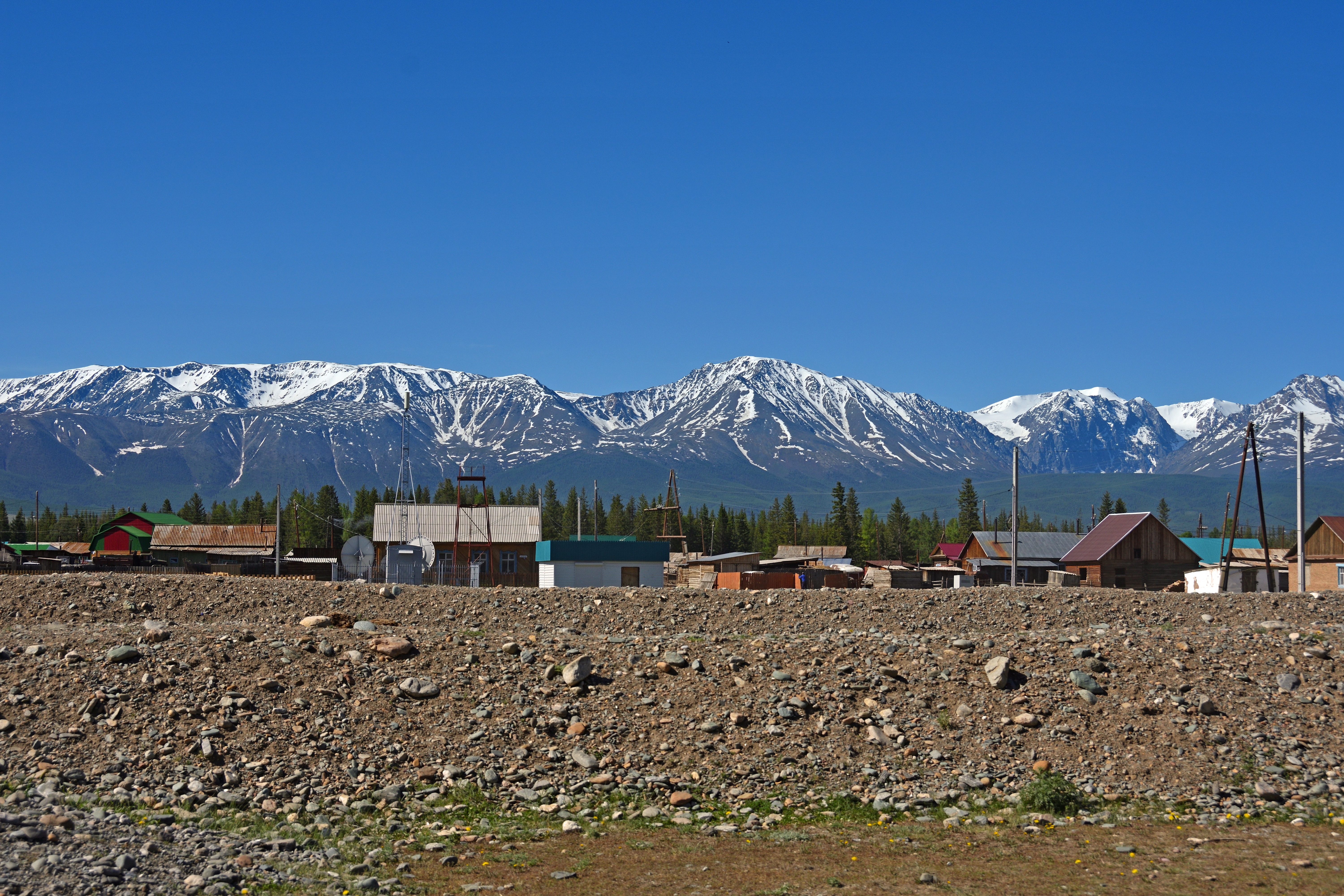
La Tchouïa du Nord depuis Kouraï.
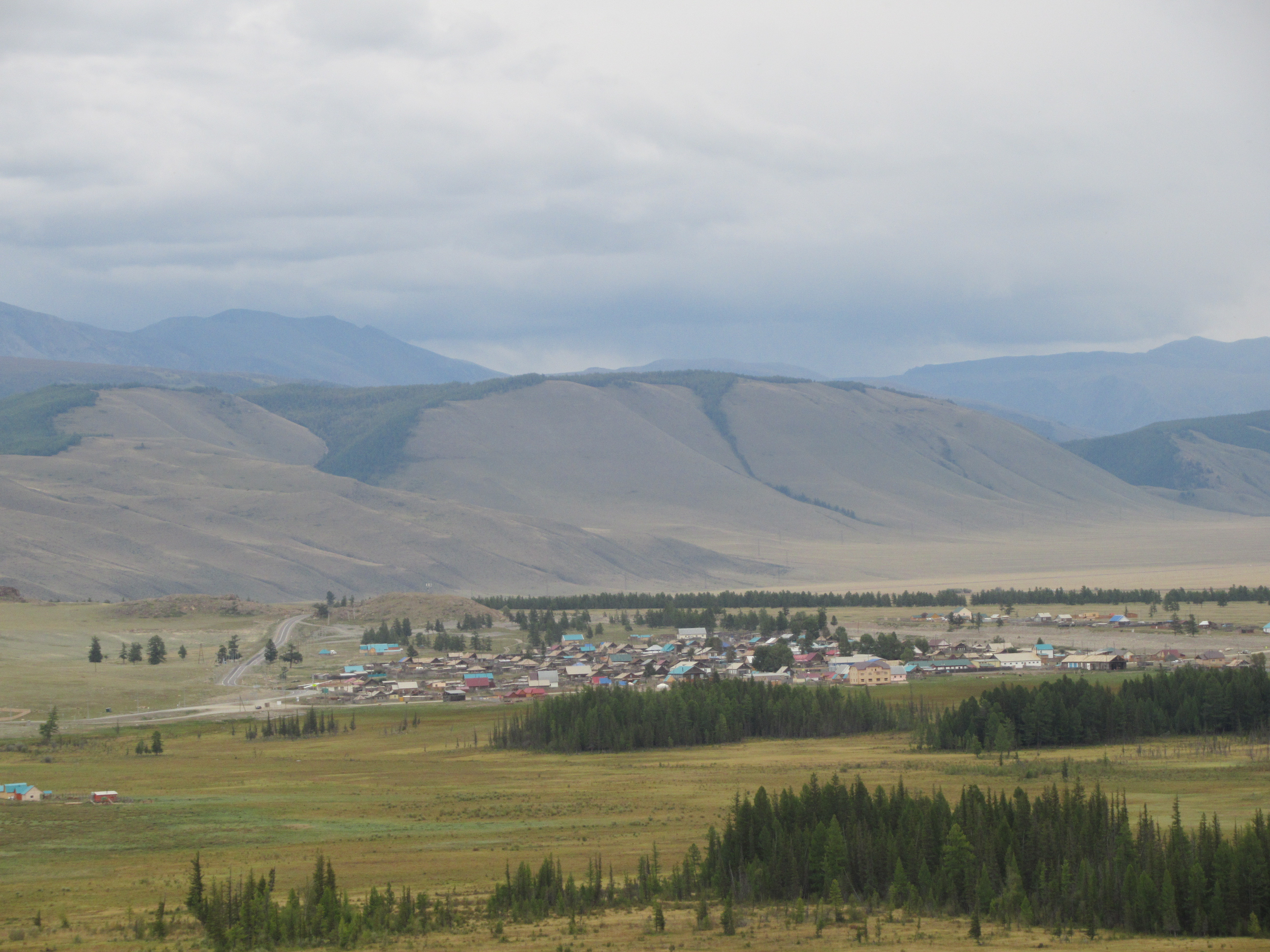
Vue de Kouraï et des monts Kouraï.
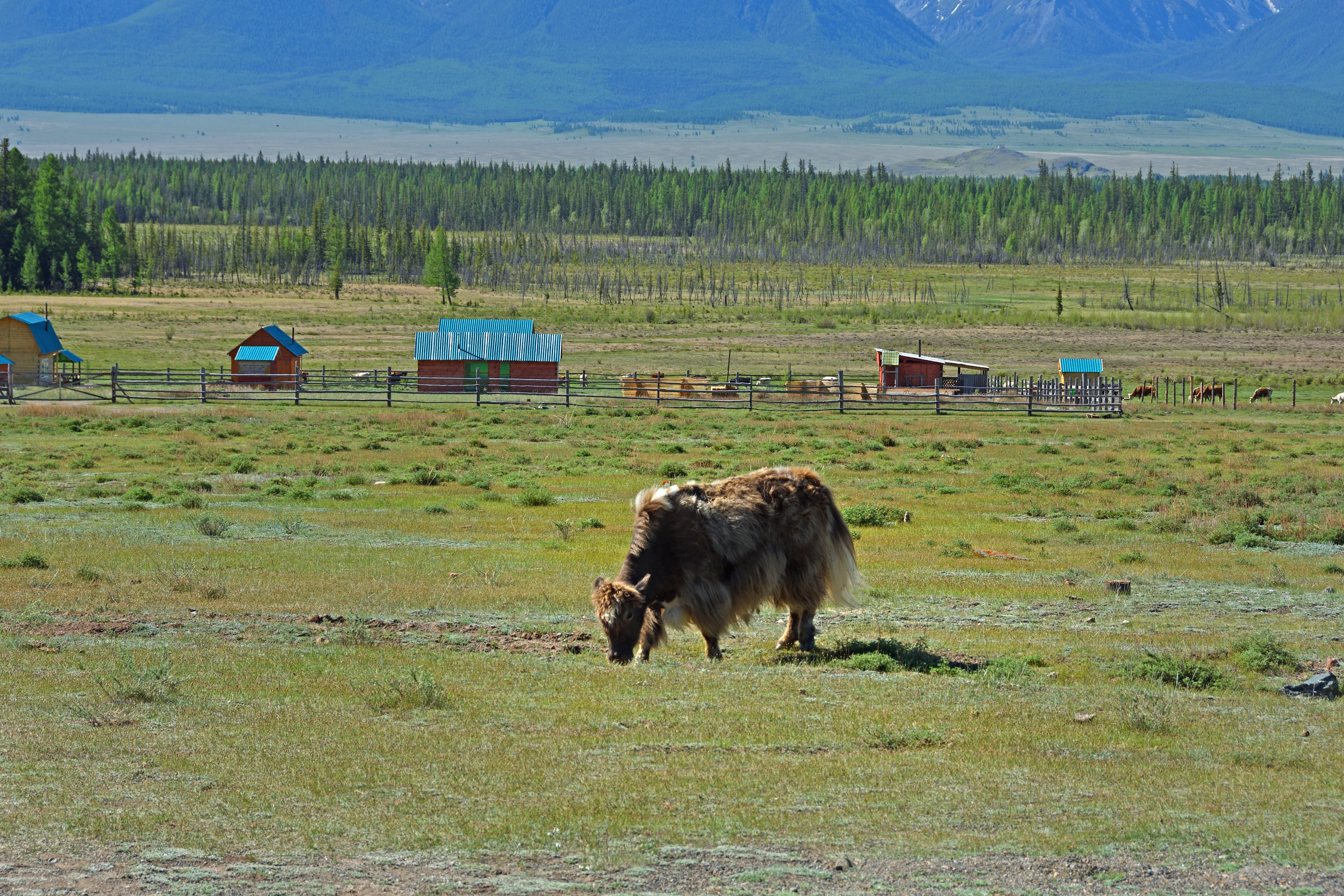
Un yack.